# Liripora
Liripora is een geslacht van mosdiertjes uit de familie van de Plagioeciidae en de orde Cyclostomatida. De wetenschappelijke naam ervan werd in 1887 voor het eerst geldig gepubliceerd door MacGillivray.

## Soorten
- Liripora bicolor (MacGillivray, 1885)
- Liripora fasciculata (MacGillivray, 1885)
- Liripora lobifera Taylor & Gordon, 2001
- Liripora pseudosarniensis Taylor & Gordon, 2001

Niet geaccepteerde soorten:
- Liripora amphorae (Harmelin, 1976) → Desmeplagioecia amphorae Harmelin, 1974
- Liripora violacea (Harmelin, 1976) → Desmeplagioecia violacea Harmelin, 1976